# Frida (film)
A Frida (Frida) 2002-ben bemutatott filmdráma Julie Taymor rendezésében Salma Hayek főszereplésével. A forgatókönyvet Hayden Herrera Frida Kahlo: The Paintings  című regénye alapján Diane Lake, Gregory Nava, Clancy Sigal és Anna Thomas írta.

## Cselekmény
A film Frida Kahlo mexikói festőnő életét mutatja be. 1922-ben, Mexikóvárosban Frida élvezi diákéveit, a rajongó férfiakat. Azonban egy tragikus buszbaleset áldozata lesz, és hosszú ideig ágyba kényszerül. Párja elhagyja, a családja tartja benne lelket. Édesapjától kap egy festőkészletet, és alkotni kezd. Miután sikerül lábra állnia, felkeresi ismerősét, Diego Rivera, festőt. A művészt lenyűgözik Frida képei, összeházasodnak. Boldog párként élnek együtt, vak hitű kommunistaként vendégül látják a Szovjetunióból száműzött Trockijt. A film különlegessége, hogy olykor-olykor egyes képeit átúsztatják a valós jelenetbe (ill. fordítva), így érthetőbbé válnak Frida Kahlo képei nekünk, laikus nézőknek is.

## Szereplők
| Szereplő                 | Színész                 | Magyar hang      |
| ------------------------ | ----------------------- | ---------------- |
| Frida Kahlo              | Salma Hayek             | Tóth Auguszta    |
| Diego Rivera             | Alfred Molina           | Szakácsi Sándor  |
| Lev Davidovics Trockij   | Geoffrey Rush           | Rajhona Ádám     |
| Cristina Kahlo           | Mía Maestro             | Kováts Adél      |
| Tina Modotti             | Ashley Judd             | Náray Erika      |
| David Alfaro Siqueiros   | Antonio Banderas        | Széles Tamás     |
| Nelson Rockefeller       | Edward Norton           | Csankó Zoltán    |
| Guadalupe Marín          | Valeria Golino          | Kiss Mari        |
| Guillermo Kahlo          | Roger Rees              | Forgács Gábor    |
| Alejandro Gonzalez Arias | Diego Luna              | Minárovits Péter |
| Matilde Kahlo            | Patricia Reyes Spíndola | Bessenyei Emma   |
| André Breton             | Omar Rodriquez          | Kapácsy Miklós   |
| Gracie                   | Saffron Burrows         |                  |
| La Pelona                | Chavela Vargas          |                  |
| Singer                   | Lila Downs              |                  |

## Díjak és jelölések
- Oscar-díj (2003) 
  - díj: legjobb eredeti filmzene (Elliot Goldenthal)
  - díj: legjobb smink (Beatrice De Alba, John E. Jackson)
  - jelölés: legjobb női főszereplő (Salma Hayek)
  - jelölés: legjobb jelmeztervezés (Julie Weiss)
  - jelölés: legjobb eredeti dal (Elliot Goldenthal, Julie Taymor)
  - jelölés: legjobb látványtervezés/díszlet (Hannia Robledo, Felipe Fernandez del Paso)
- Golden Globe-díj (2003) 
  - díj: legjobb eredeti filmzene  (Elliot Goldenthal)
  - jelölés: legjobb női főszereplő (filmdráma) (Salma Hayek)
- BAFTA-díj (2003)
  - díj: legjobb smink (Judy Chin, Beatrice De Alba, John E. Jackson és Regina Reyes)
  - jelölés: legjobb női főszereplő (Salma Hayek)
  - jelölés: legjobb férfi mellékszereplő (Alfred Molina)
  - jelölés: legjobb jelmeztervezés  (Julie Weiss)